# Karl-Heinz Rosch
Karl-Heinz Rosch (Meißen, 3 oktober 1926 - Goirle, 6 oktober 1944) was een Duitse Wehrmacht-soldaat die op 6 oktober 1944 het leven van twee kinderen redde.

## Jeugd
Rosch was een ongewenst kind. Toen zijn beide ouders opnieuw trouwden, bracht hij de rest van jeugd door bij zijn grootouders in Nerchau. Hij was erg geïnteresseerd in de natuur en wilde later graag boswachter worden.

## Wehrmacht
Kort nadat Rosch eindexamen gymnasium had gedaan, moest hij zijn dienstplicht in het Duitse leger vervullen. Hij werd als kanonnier bij een Fallschirmjäger-artillerieregiment geplaatst. Hij was gelegerd op een boerderij in het Noord-Brabantse Goirle; met de familie die de boerderij bewoonde, kon hij goed overweg. Op 6 oktober 1944 redde Rosch het leven van twee kinderen (de 4-jarige Jan en de 5-jarige Toos Kilsdonk) door hen van de plek waar ze aan het spelen waren, naar binnen te brengen. Kort daarna kwam Rosch op dezelfde plek om het leven door een inslaande mortiergranaat. Het uiteengereten lichaam van Rosch werd begraven bij de boerderij waar hij ingekwartierd was. In 1948 werd Rosch herbegraven op de Duitse militaire begraafplaats in Ysselsteyn.

## Erkenning
Op 4 november 2008 werd het standbeeld onthuld dat moet herinneren aan de heldendaad van Karl-Heinz Rosch. In het begin lokte het controverse uit tussen voor- en tegenstanders. Het standbeeld staat in de tuin van de buurman van het boerengezin waar Rosch destijds was ingekwartierd en is vanaf de straatkant goed te zien. Op een op de sokkel aangebrachte plaquette is volgende inscriptie te lezen: Dit beeld is een eerbetoon aan hem en allen die het goede doen in kwade tijden.

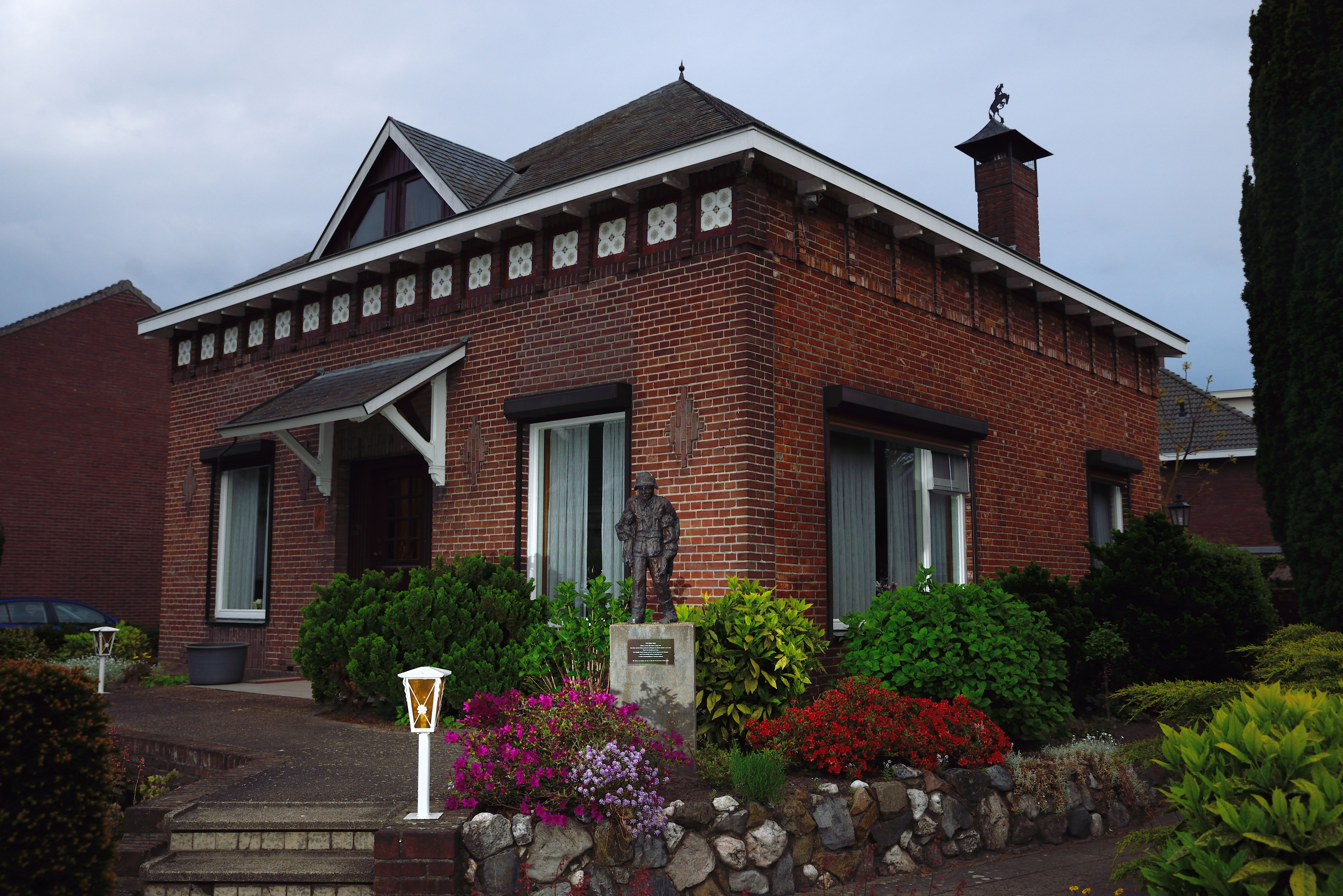
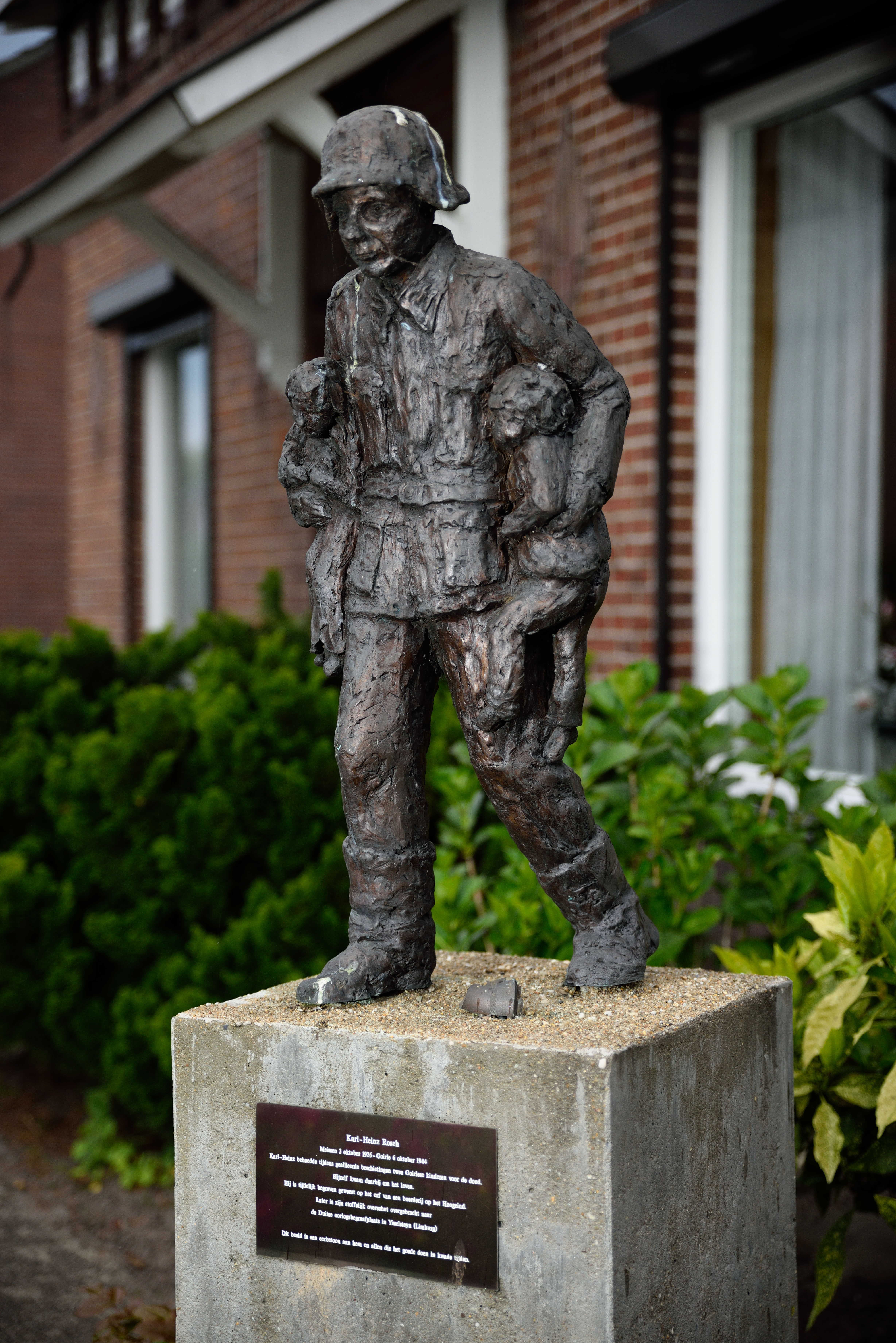
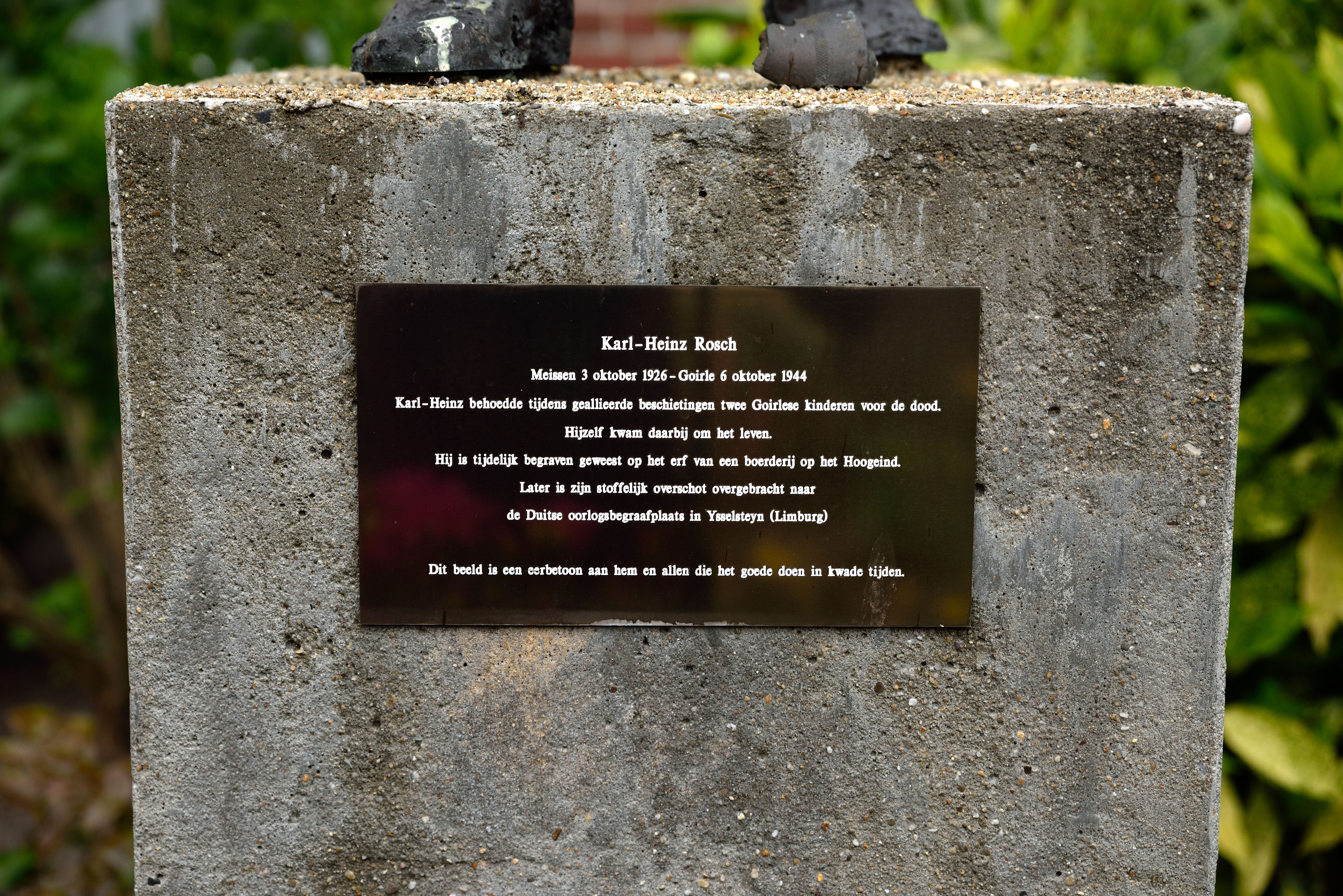